# Francofonte
Francofonte ist eine italienische Gemeinde im Freien Gemeindekonsortium Syrakus in der Region Sizilien mit 11.661 Einwohnern (Stand 31. Dezember 2023).

## Lage und Daten
Francofonte liegt 65 km nordwestlich von Syrakus an der Ostseite des Monti Iblei. Die Einwohner leben hauptsächlich von Landwirtschaft, der Nahrungsmittelindustrie und der Produktion von Beton.
Die Nachbargemeinden sind Buccheri, Carlentini, Lentini, Militello in Val di Catania (CT) und Vizzini (CT).

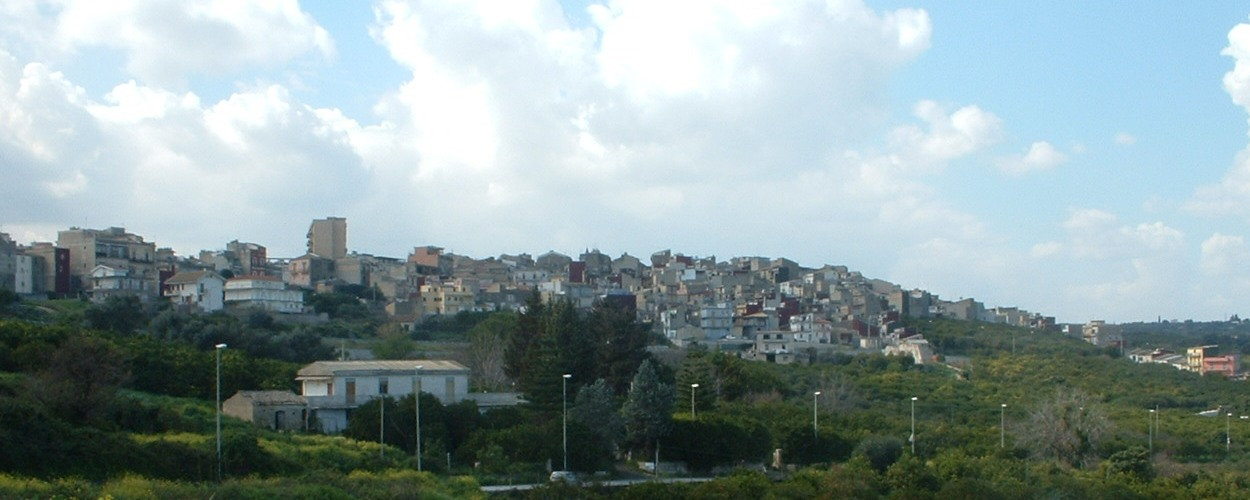
Panorama

## Geschichte
Die Gemeinde wurde in der zweiten Hälfte des 14. Jahrhunderts gegründet. Francofonte entstand um ein Kastell herum. Nördlich des heutigen Ortes soll einmal die Stadt Hydra gestanden haben.

## Sehenswürdigkeiten
- Palagonia-Palast, heute das Rathaus
- Pfarrkirche
- Gravina-Palast, der Palast steht auf dem Grundriss des mittelalterlichen Kastells Salvatore.

## Kultureller Bezug
In der veristischen Oper Cavalleria rusticana von Pietro Mascagni wird Francofonte zitiert. Dorthin, so glaubt Mamma Lucia, sei ihr Sohn Turiddu gegangen, um Wein zu kaufen. Da Francofonte der einzige in dem Werk namentlich genannte Ort ist, lässt sich der unbekannte Handlungsort der Cavalleria rusticana dadurch räumlich der näheren Umgebung von Francofonte zuordnen.

## Belege
1. ↑  Bilancio demografico e popolazione residente per sesso al 31 dicembre 2023. ISTAT. (Bevölkerungsstatistiken des Istituto Nazionale di Statistica, Stand 31. Dezember 2023).